# Flughafen Provincetown

i7
i11
i13
Der Flughafen Provincetown (englisch Provincetown Municipal Airport, IATA-Code: PVC, ICAO-Code: KPVC) ist ein Flughafen im US-Bundesstaat Massachusetts in der Stadt Provincetown. Er dient hauptsächlich dem privaten Flugverkehr und verfügt über lediglich eine Linienverbindung.

## Lage und Verkehrsanbindung
Der Flughafen befindet sich auf dem Gelände des Cape Cod National Seashore, 3 km nordwestlich der Innenstadt von Provincetown, in Barnstable County. Zwischen Frühjahr und Herbst steht den ankommenden Passagieren neben dem Shuttle-Bus der Cape Cod Regional Transit Authority auch ein Mietwagenservice im Terminalgebäude zur Verfügung.

## Geschichte
Der Flughafen wurde in den 1940er Jahren errichtet und so ausgebaut, dass er von großen Maschinen wie der DC-3 angeflogen werden konnte. Die Start- und Landebahn wurde 1948 asphaltiert. 1949 nahm Provincetown-Boston Airlines mit Cessna Bobcats den Linienflugbetrieb zwischen Provincetown und Boston auf. PBA wurde 1985 vom Billigfluganbieter People Express Airlines, diese Fluglinie geriet aber durch die, im selben Jahr erfolgten, Übernahme von Frontier Airlines in ernste wirtschaftliche Schwierigkeiten und wurde deshalb bereits 1987 von Continental Airlines übernommen. Im Zuge der notwendigen Restrukturierung stornierte Continental die Verbindung Provincetown - Boston im darauffolgenden Jahr. Cape Air übernahm im Jahr darauf diese Linienverbindung und bedient sie bis zu sechsmal täglich mit einer ihren 10-sitzigen Cessna 402. Inzwischen fungiert diese Fluggesellschaft auch als Fixed Base Operator des Provincetown Municipal Airports. 1998 wurde das Terminalgebäude renoviert, 2003 erfolgte die Sanierung der Start- und Landebahn.

## Besonderheit
Der Flugplatz befindet mitten im Cape Cod National Seashore und ist vom National Park Service an den Flugplatzbetreiber verpachtet. Damit ist der Provincetown Municipal Airport einer von nur zwei Flugplätzen, die sich auf Land befinden, das vom National Park Service verwaltet wird. Der zweite Flugplatz ist der Jackson Hole Airport im US-Bundesstaat Wyoming.